# ویدا بسلینه
ویدا بسلینه (انگلیسی: Vida Beselienė؛ زادهٔ ۱۷ اوت ۱۹۵۶) بازیکن بسکتبال اهل اتحاد جماهیر شوروی سوسیالیستی بود.